# 瀬戸市役所前駅
瀬戸市役所前駅（せとしやくしょまええき）は、愛知県瀬戸市西追分町にある、名古屋鉄道（名鉄）瀬戸線の駅である。駅番号はST19。

## 歴史
- 1905年（明治38年）4月2日 - 追分駅として開業。
- 1958年（昭和33年）1月20日 - 瀬戸市役所前駅に改称。
- 2005年（平成17年）1月29日 - 急行停車駅に昇格[2]。
- 2006年（平成18年）12月16日 - トランパス導入、駅集中管理システム稼動。
- 2007年（平成19年）3月 - 栄町方面の駅舎改築[3]。
- 2011年（平成23年）2月11日 - ICカード乗車券「manaca」供用開始。
- 2012年（平成24年）2月29日 - トランパス供用終了。
- 2019年（平成31年）4月12日 - 多目的トイレを設置[4]。

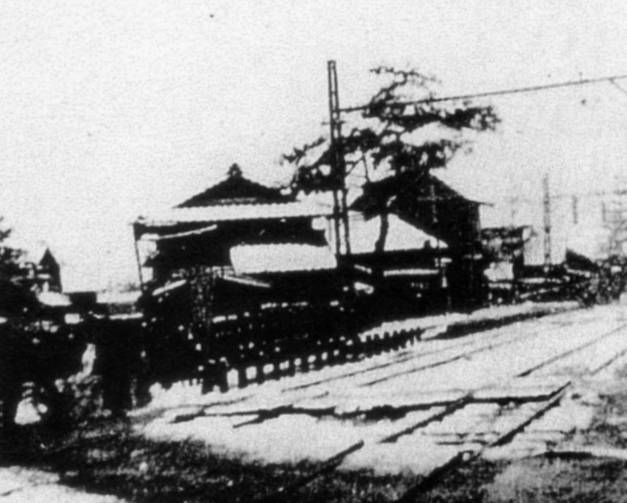
追分駅（1938年）
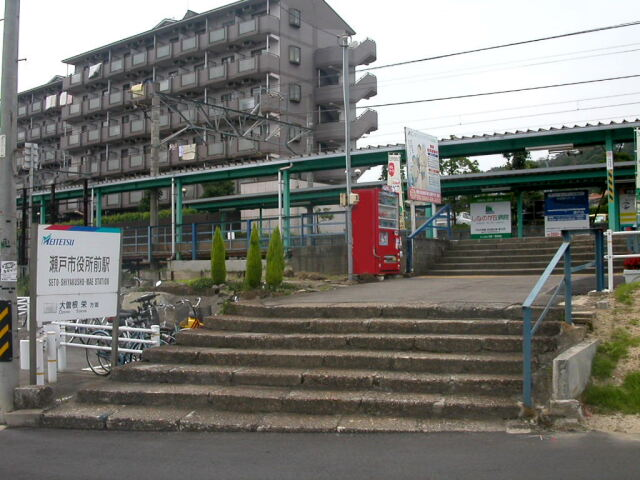
自動改札設置前の駅入口 (2005年)

## 駅構造
相対式2面2線ホームの地上駅。開業当初から無人駅である。
| 番線 | 路線      | 方向 | 行先         |
| ---- | --------- | ---- | ------------ |
| 1    | ST 瀬戸線 | 下り | 尾張瀬戸ゆき |
| 2    | ST 瀬戸線 | 上り | 栄町ゆき     |

駅舎はトランパス導入に伴って、上り・下りホーム側それぞれに建設された。自動券売機は1台ずつで、上りホーム側の駅舎には自動精算機が設置されていない。
瀬戸線では2006年（平成18年）12月16日にトランパスの導入を予定していたが、この駅はホーム（特に下り・尾張瀬戸方面ホーム）が狭いためトランパス対応化工事（自動券売機・自動改札機の設置など）が遅れていた（瓢箪山駅も同様の理由で工事が行われていなかった）。しかし2006年（平成18年）11月から本格的に工事をスタートさせ、同年12月16日のトランパス導入には間に合った。下りホーム側の駅舎はホームの一部を削って設置されている（ただし瓢箪山駅とは異なり自動改札機は標準型）。
公立陶生病院への歩行者専用連絡通路が設置してある。

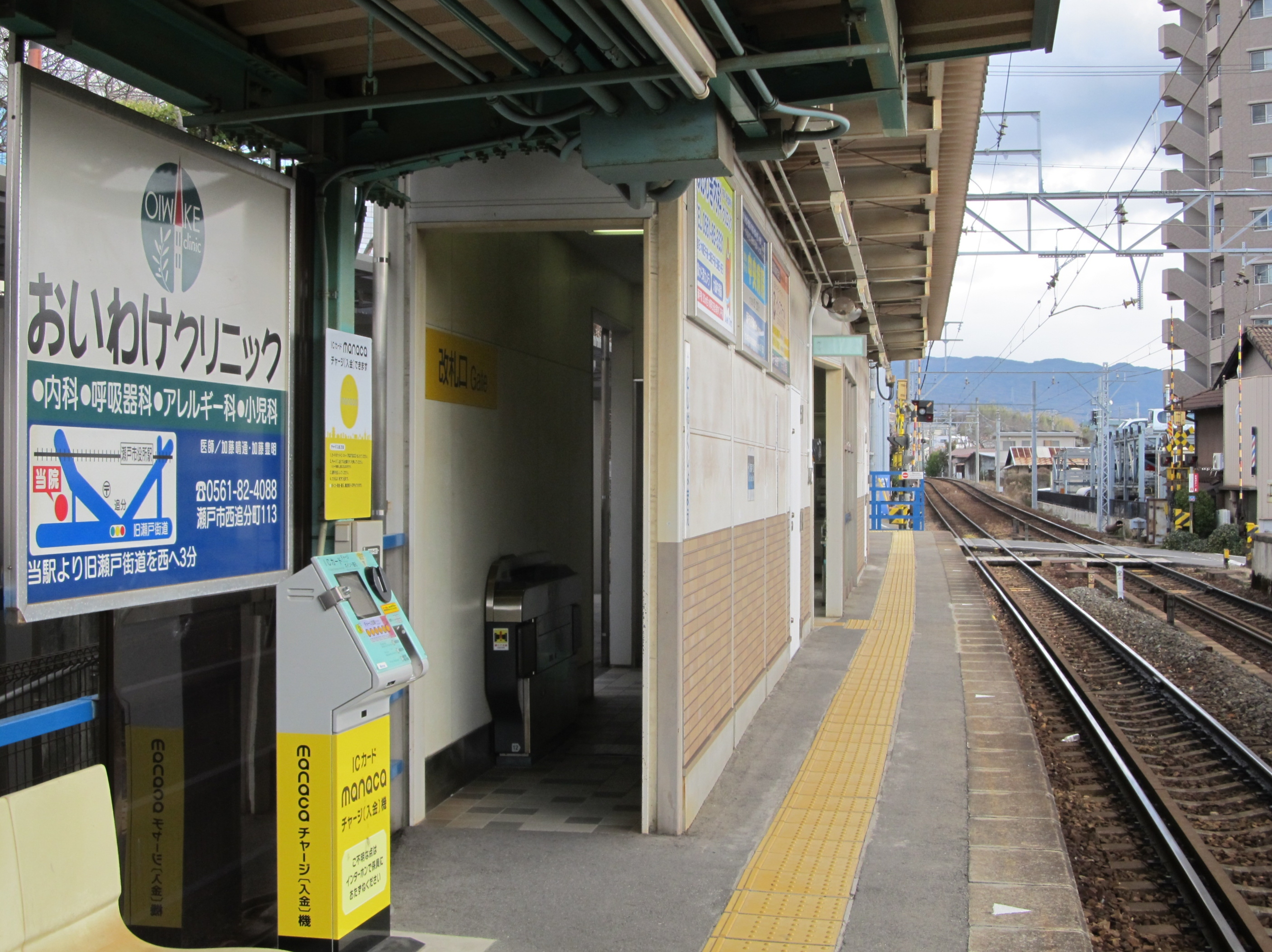
尾張瀬戸方面の改札口
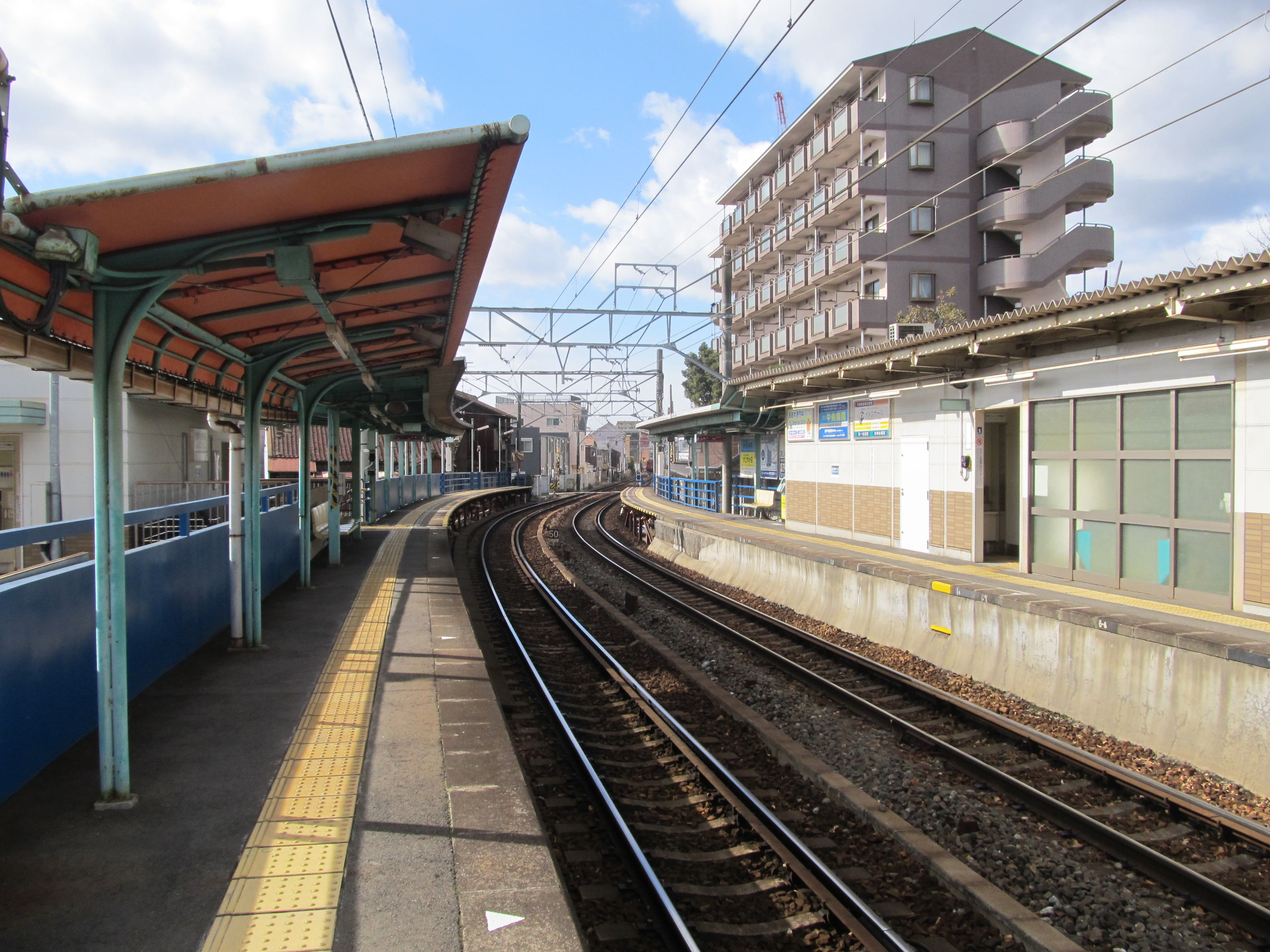
ホーム
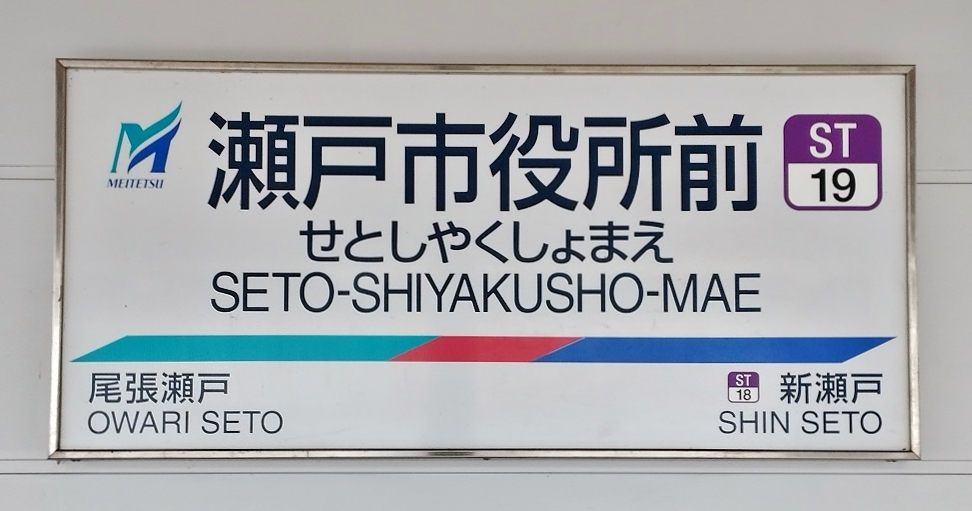
駅名標

### 配線図
| ← 尾張瀬戸駅 | 瀬戸市役所前駅 構内配線略図 | → 大曽根・ 栄町方面 |
| 凡例 出典:   |                             |                     |

## 駅周辺
周辺は住宅地である。国道155号からは少し北に離れている。
| - 瀬戸市役所 - 瀬戸簡易裁判所 - 瀬戸労働基準監督署 - 瀬戸旭看護専門学校 - 公立陶生病院 - 瀬戸市立陶原小学校 - 瀬戸市立水無瀬中学校 - 瀬戸市立図書館 | * 覚城寺 - 瀬戸警察署 - 尾張瀬戸税務署 - 清水温泉 - 金神社 - 瀬戸中央病院 - 瀬戸街道（愛知県道61号名古屋瀬戸線） - 国道155号 |

## バス路線

### 瀬戸市役所北
最寄りバス停は南側、国道155号にある名鉄バス瀬戸市役所北バス停である。利用できる系統は以下の通り。
- 東山線 【16H】・【17H】：新瀬戸駅 - 陶生病院 - 瀬戸市役所北 - 瀬戸駅前 - 菱野団地《循環》
- 瀬戸北線 【1】：新瀬戸駅 - 陶生病院前 - 瀬戸市役所北 - 瀬戸駅前 - しなのバスセンター
- 瀬戸北線 【1H】：新瀬戸駅 - 陶生病院 - 瀬戸市役所北 - 瀬戸駅前 - しなのバスセンター
- 瀬戸北線 【2】：新瀬戸駅 - 陶生病院前 - 瀬戸市役所北 - 瀬戸駅前 - しなのバスセンター - 上品野
- 瀬戸北線 【2H】：新瀬戸駅 - 陶生病院 - 瀬戸市役所北 - 瀬戸駅前 - しなのバスセンター - 上品野

### 瀬戸市役所南
南400m程の瀬戸街道（愛知県道61号名古屋瀬戸線）には名鉄バス瀬戸市役所南バス停もあり、以下の系統が利用できる。
- 基幹バス本地ヶ原線【36】：名鉄バスセンター - 栄 - 引山 - 瀬戸市役所南 - 瀬戸駅前
- 本地ヶ原線【50】：藤が丘 - 四軒家  - 瀬戸市役所南 - 瀬戸駅
- 本地ヶ原線【51】：愛知医科大学病院 - 本地 - 瀬戸市役所南 - 瀬戸駅前
- 本地ヶ原線【52】：藤が丘 - 四軒家 - 愛知医科大学病院 - 瀬戸市役所南 - 瀬戸駅

## 利用状況
- 「移動等円滑化取組報告書」によれば、2020年度の1日平均乗降人員は2,487人である[9]。
- 『名鉄120年：近20年のあゆみ』によると2013年度当時の1日平均乗降人員は2,524人であり、この値は名鉄全駅（275駅）中166位、瀬戸線（20駅）中17位であった[10]。
- 『名古屋鉄道百年史』によると1992年度当時の1日平均乗降人員は1,358人であり、この値は岐阜市内線均一運賃区間内各駅（岐阜市内線・田神線・美濃町線徹明町駅 - 琴塚駅間）を除く名鉄全駅（342駅）中201位、瀬戸線（19駅）中18位であった[11]。

瀬戸市統計書によると、当駅の一日平均乗車人員は、以下の通り推移している。
- 2005年度：742人
- 2006年度：830人
- 2007年度：1,020人
- 2008年度：1,098人
- 2011年度：1,141人

※ 長い間矢田駅とともに瀬戸線では数少ない終日無人駅で、隣の新瀬戸駅にも近いため矢田駅に次いで利用客が少なかったが、急行が停車するようになった2005年（平成17年）以降は増加傾向にある。

## 隣の駅
名古屋鉄道
ST 瀬戸線
■急行・■準急・■普通
新瀬戸駅（ST18） - 瀬戸市役所前駅（ST19） - 尾張瀬戸駅（ST20）